# Combustibles Sólidos
Combustibles Sólidos fue una empresa pública argentina encargada de la explotación mineral que funcionó entre las décadas de 1940 y 1950. Originalmente nació bajo la forma de Dirección General de Combustibles Sólidos Minerales y dependía de la Dirección Nacional de la Energía. Luego se constituyó como Combustibles Sólidos (ENDE), en el marco de Empresas Nacionales de Energía y finalmente conformó una empresa del estado independiente hasta su desaparición. Fue predecesora de la histórica empresa Yacimientos Carboníferos Fiscales (YCF).

## Historia
Sobre la base de la División Carbón Mineral de Yacimientos Petrolíferos Fiscales, se creó la Dirección General de Combustibles Sólidos Minerales, dependiente de la Dirección Nacional de la Energía (Secretaría de Industria y Comercio), por decreto n.º 22 389 del presidente de facto de la Nación, general Edelmiro J. Farrell.
En 1950 el presidente Juan D. Perón creó la empresa Empresas Nacionales de Energía (ENDE), que aglutinaba las diferentes direcciones generales, las que conservaron su denominación con el aditamento «ENDE» (decreto n.º 17 371 del 18 de agosto de ese año). La citada empresa quedó disuelta en 1954 y sus componentes pasaron a constituir empresas del estado (decreto n.º 6456). Se formó «Combustibles Sólidos (ENDE)», la cual en 1955 absorbió a Combustibles Vegetales y Derivados (ENDE) (resolución n.º 685 del Ministerio de Industria).
Finalmente en 1958, por decreto n.º 3682 del presidente Arturo Frondizi, se creó la empresa «Yacimientos Carboníferos Fiscales» (YCF), sobre la base de Combustibles Sólidos, que quedó disuelta.